# گابریل آمبروستی
گابریل آمبروستی (انگلیسی: Gabriele Ambrosetti؛ زادهٔ ۷ اوت ۱۹۷۳) بازیکن فوتبال اهل ایتالیا است.
از باشگاه‌هایی که در آن بازی کرده‌است می‌توان به باشگاه فوتبال چلسی، باشگاه فوتبال ارورا پرو پاتریا ۱۹۱۹، باشگاه فوتبال برشا، باشگاه فوتبال پیاچنزا، باشگاه فوتبال ونتزیا، باشگاه فوتبال ویچنزا، و باشگاه فوتبال وارزه اشاره کرد.